# Szczekawica
Szczekawica (ukr. Щекавиця) – średniowieczna i  legendarna nazwa dzielnicy Kijowa. Nazwa pochodzi od imienia mitycznego założyciela Kijowa - Szczeka, jak również eponimów dwu fikcyjnych ruskich grodów, Szczekawicy i Korewicy. Od południa dzielnica ta przylegała do Biskupszczyzny. 
Obecnie jest to nazwa wzgórza w północnej części Kijowa o wysokości 90 m.